# Đồng Đăng
Đồng Đăng là một xã biên giới thuộc tỉnh Lạng Sơn, Việt Nam.

## Địa lý
Xã Đồng Đăng cách phường Lường Văn Tri 14 km về phía đông bắc, có vị trí địa lý:
- Phía đông giáp xã Cao Lộc
- Phía nam giáp xã Khánh Khê
- Phía đông nam giáp phường Tam Thanh
- Phía tây giáp xã Hoàng Văn Thụ
- Phía bắc giáp Trung Quốc.

Phía bắc xã có Cửa khẩu Quốc tế Hữu Nghị là điểm đầu của Quốc lộ 1, tuyến đường giao thông xuyên suốt Việt Nam.
Theo thống kê năm 2024, xã có diện tích 91,57 km², dân số là 24.976 người, mật độ dân đạt 272 người/km².

## Lịch sử
Ngày 25 tháng 2 năm 2016, Bộ Xây dựng ban hành Quyết định số 158/QĐ-BXD công nhận thị trấn Đồng Đăng mở rộng (có diện tích tự nhiên 10.029 ha, bao gồm toàn bộ ranh giới hành chính của thị trấn Đồng Đăng và các xã: Hồng Phong, Phú Xá, Thụy Hùng, Bình Trung; một phần diện tích xã Bảo Lâm, huyện Cao Lộc và một phần diện tích xã Tân Mỹ, huyện Văn Lãng) là đô thị loại IV.
Ngày 1 tháng 7 năm 2025, Ủy ban Thường vụ Quốc hội ban hành Nghị quyết số 1672/NQ-UBTVQH15 về việc sắp xếp các đơn vị hành chính cấp xã của tỉnh Lạng Sơn năm 2025. Theo đó,Sắp xếp toàn bộ diện tích tự nhiên, quy mô dân số của thị trấn Đồng Đăng và các xã Thụy Hùng (huyện Cao Lộc), Phú Xá, Hồng Phong, Bảo Lâm thành xã mới có tên gọi là xã Đồng Đăng.

## Kinh tế
Bên cạnh thế mạnh là cầu nối, cửa ngõ của Việt Nam với Trung Quốc, có hệ thống giao thông đường sắt và đường bộ rất thuận tiện, nối liền với các trung tâm kinh tế lớn của Việt Nam.
Đồng Đăng cũng nằm trong các hành lang tăng trưởng kinh tế và quốc tế quan trọng như: 
- Hành lang Hà Nội — Lạng Sơn — Nam Ninh — Bắc Kinh
- Hành lang Đông Tây dọc biên giới theo Quốc lộ 4A — 4B
- Trung Quốc — Cao Bằng — Lạng Sơn — Tiên Yên — Vân Đồn
- Hạ Long — Hải Phòng — Móng Cái — Trung Quốc
- Hành lang Đông — Tây dọc đường 279.

Đô thị Đồng Đăng nằm trong Khu kinh tế cửa khẩu Đồng Đăng — Lạng Sơn, đóng vai trò quan trọng trong giao thương qua cửa khẩu biên giới với Trung Quốc.

## Giao thông
Ngoài Quốc lộ 1, từ Đồng Đăng còn có quốc lộ 1B đi thành phố Thái Nguyên, quốc lộ 4A đi thành phố Cao Bằng.
Tuyến đường sắt liên vận quốc tế từ Việt Nam đi qua ga Đồng Đăng để sang Trung Quốc và từ đó đi các nước khác. Thủ tục xuất nhập cảnh với người và hàng hóa đi đường sắt liên vận quốc tế được thực hiện ở ga này.
Đây là nơi diễn ra cuộc chiến đấu ác liệt của Bộ đội địa phương và nhân dân tỉnh Lạng Sơn chống quân xâm lược Trung Quốc trong chiến tranh biên giới phía bắc 1979.

## Di tích
Tại Đồng Đăng có một hệ thống lô cốt vững chắc được gọi là Pháo đài Đồng Đăng do Pháp xây dựng trước năm 1945. Mục đích là để khống chế một khu vực rộng lớn tiếp giáp với biên giới Trung Quốc.
Trước khi quân Trung Quốc tấn công, khu vực này được giao cho một đơn vị Công an vũ trang của Công an tỉnh Lạng Sơn bảo vệ (đơn vị này ngày nay được gọi là đại đội C1 thuộc phòng cảnh sát bảo vệ Công an tỉnh Lạng Sơn). Ngày 17/2/1979, khi quân Trung Quốc bắt đầu tấn công Đồng Đăng thì đơn vị này với 200 chiến sĩ đã chiến đấu giữ lô cốt này trong một tuần và ngăn chặn quân Trung Quốc tiến về thị xã Lạng Sơn, góp phần ngăn chặn bước tiến của quân Trung Quốc. Trong cuộc chiến đấu, đơn vị này đã tử trận gần hết và đến ngày thứ 7 họ còn 6 người. Lợi dụng đêm tối, 6 người còn lại thoát ra khỏi lô cốt và rút về tuyến sau. Chiến tranh kết thúc, đơn vị C1 này và 6 chiến sĩ còn sống đều được tuyên dương Anh hùng lực lượng vũ trang nhân dân. Một trong 6 đồng chí đó có anh hùng Triệu Quang Điện tiếp tục công tác tại Công an tỉnh Lạng Sơn (nguyên Phó trưởng phòng Cảnh sát Hình sự) Nay là Đại tá - Trưởng phòng truy nã tội phạm.
Khi chiếm được pháo đài Đồng Đăng, quân Trung Quốc đã dùng 10 tấn thuốc nổ để phá hệ thống lô cốt này. Tuy nhiên số thuốc nổ này chỉ làm sập được phần trên cùng của lô cốt, còn hệ thống hầm gầm vẫn nguyên vẹn.